# Festival di Cannes 2002
La 55ª edizione del Festival di Cannes si è svolta a Cannes dal 15 al 26 maggio 2002.
La giuria presieduta dal regista statunitense David Lynch ha assegnato la Palma d'oro per il miglior film a Il pianista di Roman Polański.

## Selezione ufficiale

### Concorso
- Ubriaco d'amore (Punch-Drunk Love), regia di Paul Thomas Anderson (USA)
- Demonlover, regia di Olivier Assayas (Francia)
- L'ora di religione, regia di Marco Bellocchio (Italia)
- Spider, regia di David Cronenberg (Canada)
- Il figlio (Le Fils), regia di Jean-Pierre e Luc Dardenne (Belgio)
- L'avversario (L'adversaire), regia di Nicole Garcia (Francia)
- Kedma - Verso oriente (Kedma), regia di Amos Gitai (Israele/Francia/Italia)
- Marie-Jo e i suoi due amori (Marie-Jo et ses deux amours), regia di Robert Guédiguian (Francia)
- Ebbro di donne e di pittura (Chihwaseon), regia di Im Kwon-taek (Corea del Sud)
- Ren xiao yao, regia di Jia Zhangke (Cina)
- L'uomo senza passato (Mies vailla menneisyyttà), regia di Aki Kaurismäki (Finlandia)
- Tutto o niente (All or Nothing), regia di Mike Leigh (Gran Bretagna)
- Sweet Sixteen, regia di Ken Loach (Gran Bretagna)
- Dieci (Ten), regia di Abbas Kiarostami (Iran)
- Bowling a Columbine (Bowling for Columbine), regia di Michael Moore (USA)
- Irréversible, regia di Gaspar Noé (Francia)
- Il principio dell'incertezza (O principio da incertezà), regia di Manoel de Oliveira (Portogallo)
- A proposito di Schmidt (About Schmidt), regia di Alexander Payne (USA)
- Il pianista (The Pianist), regia di Roman Polański (Gran Bretagna/Francia/Germania/Paesi Bassi/Polonia)
- Arca russa (Russkiy Kovcheg), regia di Aleksandr Sokurov (Russia)
- Intervento divino (Yadon ilaheyya), regia di Elia Suleiman (Palestina)
- 24 Hour Party People, regia di Michael Winterbottom (Gran Bretagna)

### Fuori concorso
- De l'autre côté, regia di Chantal Akerman (Francia/Belgio)
- Hollywood Ending, regia di Woody Allen (USA)
- Searching for Debra Winger, regia di Rosanna Arquette (USA)
- Spirit - Cavallo selvaggio (Spirit: Stallion of the Cimarron), regia di Kelly Asbury e Lorna Cook (USA)
- Devdas, regia di Sanjay Leela Bhansali (India)
- Carlo Giuliani, ragazzo, regia di Francesca Comencini (Italia)
- Femme fatale, regia di Brian De Palma (Francia)
- Ararat - Il monte dell'Arca (Ararat), regia di Atom Egoyan (Canada/Francia)
- Histoire(s) de Festival, regia di Gilles Jacob (Francia)
- And Now... Ladies & Gentlemen, regia di Claude Lelouch (Francia)
- Star Wars: Episodio II - L'attacco dei cloni (Star Wars: Episode II - Attack of the Clones), regia di George Lucas (USA)
- City of God (Cidade de Deus), regia di Fernando Meirelles (Brasile)
- The Kid Stays in the Picture, regia di Brett Morgen e Nanette Burstein (USA)
- Essere e avere (Etre et avoir), regia di Nicolas Philibert (Francia)
- Formula per un delitto (Murder by Numbers), regia di Barbet Schroeder (USA)
- La dernière lettre, regia di Frederick Wiseman (Francia)
- Kagami no onnatachi, regia di Kiju Yoshida (Giappone)

### Un Certain Regard
- Madame Satã, regia di Karim Aïnouz (Brasile/Francia)
- Rachida, regia di Yamina Bachir (Algeria)
- Kuqi de nuren, regia di Liu Bing Jian (Francia/Corea del Sud/Canada)
- Double Vision, regia di Kuo-fu Chen (Taiwan)
- Itiraf (Confession), regia di Zeki Demirkubuz (Turchia)
- Balzac e la piccola sarta cinese (Balzac et la petite tailleuse chinoise), regia di Dai Sijie (Francia/Cina)
- Yazgi, regia di Zeki Demirkubuz (Turchia)
- Ten Minutes Older - The Trumpet, regia di Víctor Erice, Jim Jarmusch, Chen Kaige, Aki Kaurismäki, Spike Lee e Wim Wenders (Germania)
- Avazhayé sarzaminé madariyam, regia di Bahman Ghobadi (Iran)
- Carnages, regia di Delphine Gleize (Francia)
- Dix-sept fois Cecile Cassard, regia di Christophe Honoré (Francia)
- Tomorrow la Scala!, regia di Francesca Joseph (Gran Bretagna)
- Une part du ciel, regia di Bénédicte Lienard (Francia/Belgio/Lussemburgo)
- Sundûq al-dunyâ, regia di Oussama Mouhamad (Siria/Francia)
- Bemani, regia di Dariush Mehrjui (Iran)
- La chatte à deux têtes, regia di Jacques Nolot (Francia)
- Terra incognita, regia di Ghassan Salhab (Francia/Libano)
- Heremakono, regia di Abderrahmane Sissako (Mauritania)
- Long Way Home, regia di Peter Sollett (USA)
- El Bonaerense, regia di Pablo Trapero (Argentina)
- L'angelo della spalla destra (Fararishtay kifti rost), regia di Jamshed Usmonov (Tagikistan/Francia/Italia/Svizzera)
- Sud sanaeha, regia di Apichatpong Weerasethakul (Thailandia)

## Settimana internazionale della critica

### Lungometraggi
- Rana's Wedding, regia di Hany Abu-Assad (Palestina)
- Respiro, regia di Emanuele Crialese (Italia)
- Filles perdues, cheveux gras, regia di Claude Duty (Francia)
- Kabala, regia di Assane Kouyaté (Mali/Francia)
- Les fils de Marie, regia di Carole Laure (Canada/Francia)
- Jukeodo Jo A, regia di Park Jin Pyo (Corea del Sud)
- Chicken Heart, regia di Hiroshi Shimizu (Giappone)

### Proiezioni speciali
- Intacto, regia di Juan Carlos Fresnadillo (Spagna)
- Da zero a dieci, regia di Luciano Ligabue (Italia)
- More - Di più, ancora di più (More), regia di Barbet Schroeder (Germania/Francia/Lussemburgo) (1969)
- Canicola (Hundstage), regia di Ulrich Seidl - Rivelazione dell'anno FIPRESCI
- Bella Ciao, regia di Roberto Torelli e Marco Giusti (Italia)

## Quinzaine des Réalisateurs

### Lungometraggi
- Otello, regia di Carmelo Bene (Italia)
- Sex is comedy, regia di Catherine Breillat (Francia)
- Un oso rojo, regia di Israel Adrían Caetano (Argentina/Francia/Spagna)
- Laurel Canyon, regia di Lisa Cholodenko (USA)
- Nada +, regia di Juan Carlos Cremata Malberti (Cuba/Francia/Spagna/Italia)
- Le pays du chien qui chante, regia di Yann Dedet (Francia)
- Bibó Breviárium, regia di Péter Forgacs (Ungheria)
- L'imbalsamatore, regia di Matteo Garrone (Italia)
- Une pure coïncidence, regia di Romain Goupil (Francia)
- Abouna, regia di Mahamat-Saleh Haroun (Ciad/Francia)
- Apartment#5C, regia di Raphaël Nadjari (Francia/Israele/USA)
- Bord de mer, regia di Julie Lopes-Curval (Francia)
- Matir moina, regia di Tareque Masud (Francia/Bangladesh)
- C'era una volta in Inghilterra (Once upon a Time in the Midlands), regia di Shane Meadows (Gran Bretagna)
- Occident, regia di Cristian Mungiu (Romania)
- Only the Strong Survive, regia di D. A. Pennebaker e Chris Hegedus (USA)
- Morvern Callar, regia di Lynne Ramsay (Gran Bretagna)
- Love Song - Mon-rak Transistor (Mon-rak Transistor), regia di Pen-Ek Ratanaruang (Thailandia)
- Japón, regia di Carlos Reygadas (Messico)
- Welcome to Collinwood, regia di Anthony e Joseph Russo (USA)
- Deux, regia di Werner Schroeter (Francia/Germania)
- Angela, regia di Roberta Torre (Italia)
- Incrocio d'amore (Blue Gate Crossing), regia di Chih-yen Yee (Taiwan)

### Proiezioni speciali
- Scandalosi vecchi tempi (Polissons et galipettes), regia di Michel Reilhac (Francia)

## Giurie

### Concorso
- David Lynch, regista (USA) - presidente
- Sharon Stone, attrice (USA)
- Michelle Yeoh, attrice (Hong Kong)
- Christine Hakim, attrice (Indonesia)
- Régis Wargnier, regista (Francia)
- Bille August, regista (Danimarca)
- Raoul Ruiz, regista (Cile)
- Claude Miller, regista (Francia)
- Walter Salles, regista (Brasile)

### Cinéfondation e cortometraggi
- Martin Scorsese, regista (USA) - presidente
- Judith Godrèche, attrice (Francia)
- Tilda Swinton, attrice (Gran Bretagna)
- Abbas Kiarostami, regist (Iran)
- Jan Schutte (Germania)

### Un Certain Regard
- Anne Fontaine, regista (Francia) - presidente
- Fabienne Bradfer, critico
- Jean-Sébastien Chauvin, critico
- Louis Guichard, critico
- Fabrice Pliskin, critico
- David Tran, critico
- Pierre Vavasseur, critico

### Camera d'or
- Géraldine Chaplin, attrice (USA) - presidente
- Bahman Ghobadi, attore (Iran)
- Romain Goupil, regista (Francia)
- Marthe Keller, attrice (Svizzera)
- Murali Nair, regista (India)

## Palmarès

### Concorso
- Palma d'oro: Il pianista (The Pianist), regia di Roman Polański (Gran Bretagna/Francia/Germania/Paesi Bassi/Polonia)
- Grand Prix Speciale della Giuria: L'uomo senza passato (Mies vailla menneisyyttà), regia di Aki Kaurismäki (Finlandia)
- Premio del 55º anniversario: Bowling a Columbine (Bowling for Columbine), regia di Michael Moore (USA)
- Prix d'interprétation féminine: Kati Outinen - L'uomo senza passato (Mies vailla menneisyyttà), regia di Aki Kaurismäki (Finlandia)
- Prix d'interprétation masculine: Olivier Gourmet - Il figlio (Le Fils), regia di Jean-Pierre e Luc Dardenne (Belgio)
- Prix de la mise en scène: Im Kwon-taek - Ebbro di donne e di pittura (Chihwaseon) (Corea del Sud) ex aequo Paul Thomas Anderson - Ubriaco d'amore (Punch-Drunk Love) (USA)
- Prix du scénario: Paul Laverty - Sweet Sixteen, regia di Ken Loach (Gran Bretagna)
- Premio della giuria: Intervento divino (Yadon ilaheyya), regia di Elia Suleiman (Palestina)

### Un Certain Regard
- Premio Un Certain Regard: Sud sanaeha, regia di Apichatpong Weerasethakul (Thailandia)

### Settimana internazionale della critica
- Grand Prix Semaine de la Critique: Respiro, regia di Emanuele Crialese (Italia)
- Prix de la (Toute) Jeune Critique: Respiro, regia di Emanuele Crialese (Italia)

### Altri premi
- Caméra d'or per la migliore opera prima: Bord de mer, regia di Julie Lopes-Curval (Francia)
  - Menzione speciale Caméra d'or: Japón, regia di Carlos Reygadas (Messico)
- Premio FIPRESCI
  - Concorso: Intervento divino (Yadon ilaheyya), regia di Elia Suleiman (Palestina)
  - Un Certain Regard: Heremakono, regia di Abderrahmane Sissako (Mauritania)
  - Quinzaine des Réalisateurs: Matir moina, regia di Tareque Masud (Francia/Bangladesh)
- Premio della giuria ecumenica: L'uomo senza passato (Mies vailla menneisyyttà), regia di Aki Kaurismäki (Finlandia)
  - Menzione speciale della giuria ecumenica: L'ora di religione, regia di Marco Bellocchio (Italia) e Il figlio (Le Fils), regia di Jean-Pierre e Luc Dardenne (Belgio)
- Premio dei giovani (Prix de la jeunesse)
  - Film straniero: Morvern Callar, regia di Lynne Ramsay (Gran Bretagna)
  - Film francese: Carnages, regia di Delphine Gleize (Francia)